# Тонкостінні конструкції

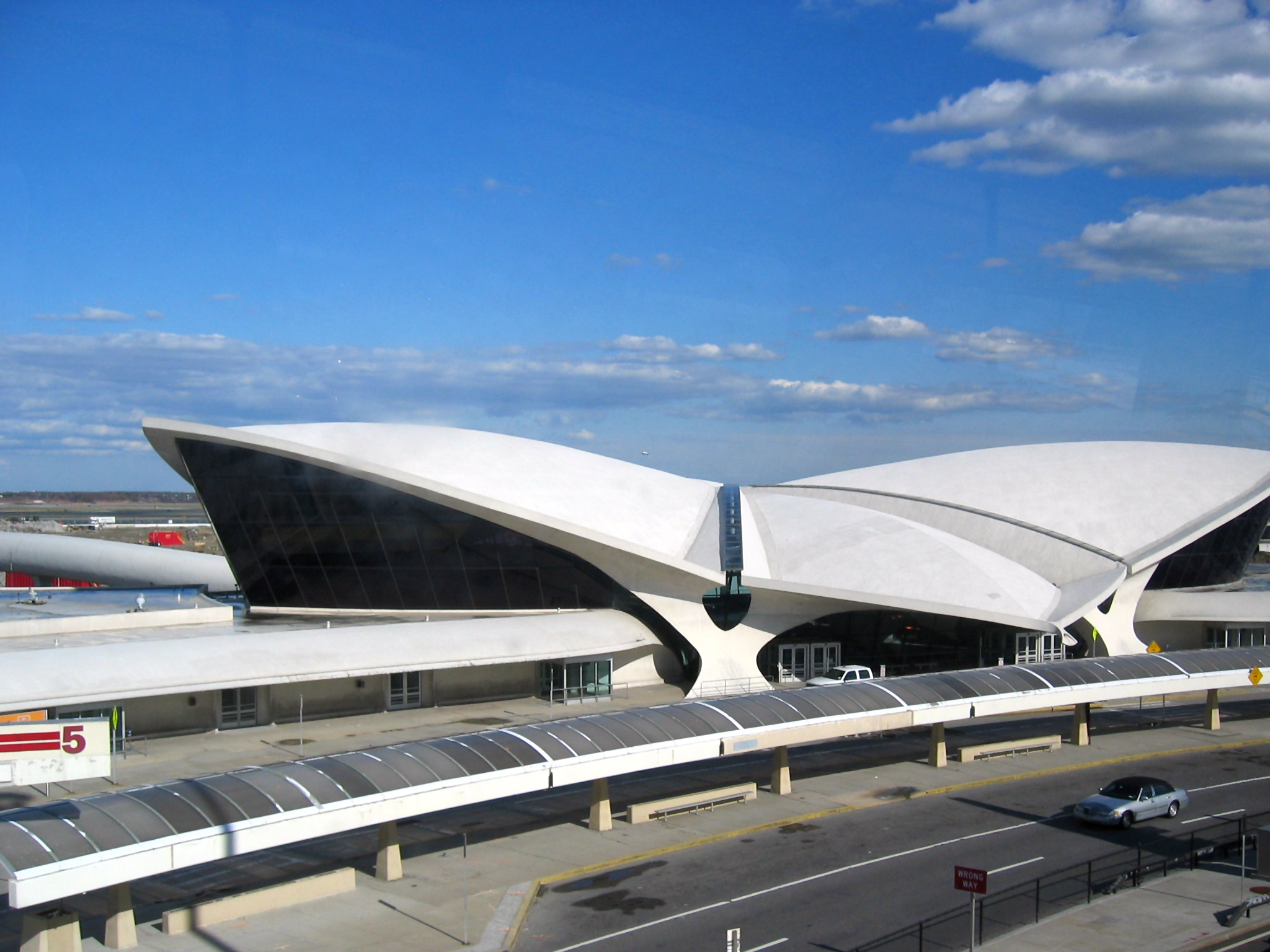
Тонкостінна оболонкова конструкція будівлі Міжнародного аеропорту імені Джона Кеннеді

Тонкості́нні констру́кції (англ. thin-slab structure) — будівельні конструкції, що їхні основні несучі елементи виготовлено з тонких листів або плит. Завдяки ефекту просторового перерозподілу зусиль від навантажень тонкостінні конструкції не зважаючи на малу товщину їх елементів характеризуються високою несучою здатністю.
Тонкостінні конструкції є водночас несучими й огороджувальними конструкціями будинків і споруд. Особливості тонкостінних конструкцій — економічність, висока несуча здатність, легкість і архітектурна виразність форм, найчастіше просторових.

## Різновиди
Тонкостінними конструкціями є
- куполи — конструкції у вигляді опуклого покриття круглої, еліптичної, квадратної або многокутної в плані споруди,
- оболонки — тверді тіла, що обмежені двома криволінійними поверхнями, відстань між якими мала у порівнянні з двома іншими його розмірами
- склепіння — перекриття криволінійних обрисів у перерізі ,
- мембрани — гнучкі оболонки, що утримуються у заданому положенні різницею тисків між їх сторонами;
- складки — конструкції, що формуються з тонкостінних плоских елементів, жорстко скріплених між собою під різними кутами тощо.

Тонкостінними роблять також деякі конструктивні елементи (наприклад, гнуті профілі металевих конструкцій). Тонкостінні конструкції виготовляють зі сталі (товщина листів до 2…6 мм — листові конструкції), залізобетону (приведена товщина плит — до 6…7 см), армоцементу, деревини (зокрема, клеєні конструкції) або пластмас.

## Застосування
Характерні особливості тонкостінних конструкції (легкість і економічність) зумовили їх поширення в будівництві, головним чином у великопрогонових покриттях будівель та у спорудах для зберігання рідин й сипких матеріалів (резервуари, бункери, силоси, вугільні башти тощо).

## Особливості розрахунку
Розрахунок тонкостінних конструкцій на міцність, стійкість і коливання — одне з найскладніших завдань будівельної механіки. У загальному випадку розрахунок тонкостінних конструкцій зводиться до розв'язання двовимірної задачі теорії пружності або теорії пластичності.